# Trinorfolkia incisa
Trinorfolkia incisa es una especie de pez de la familia Tripterygiidae en el orden de los Perciformes.

## Morfología
• Los machos pueden llegar alcanzar los 3,6 cm de longitud total.

## Hábitat
Es un pez de mar y de clima subtropical y demersal que vive entre 3-25 m de profundidad.

## Distribución geográfica
Se encuentra al suroeste de Australia.

## Observaciones
Es inofensivo para los humanos.